# Kompostkrypare
Kompostkrypare (Oxyomus sylvestris) är en skalbaggsart som beskrevs av Giovanni Antonio Scopoli 1763. Enligt Catalogue of Life ingår kompostkrypare i släktet Oxyomus och familjen Aphodiidae, men enligt Dyntaxa är tillhörigheten istället släktet Oxyomus och familjen bladhorningar. Arten är reproducerande i Sverige. Inga underarter finns listade i Catalogue of Life.

## Bildgalleri

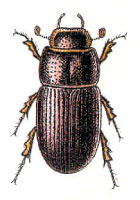
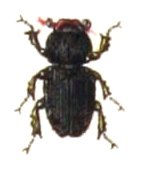